# PGNiG
Polskie Górnictwo Naftowe i Gazownictwo, ou PGNiG, est une entreprise publique polonaise, basée à Varsovie, et spécialisée dans la production, l'extraction, le transport et le stockage de gaz naturel et de pétrole.
Elle fait partie de l'indice STX EU Enlarge 15, indice regroupant des entreprises des pays entrés dans l'Union Européenne le 1er mai 2004.